# Prancha de surfe

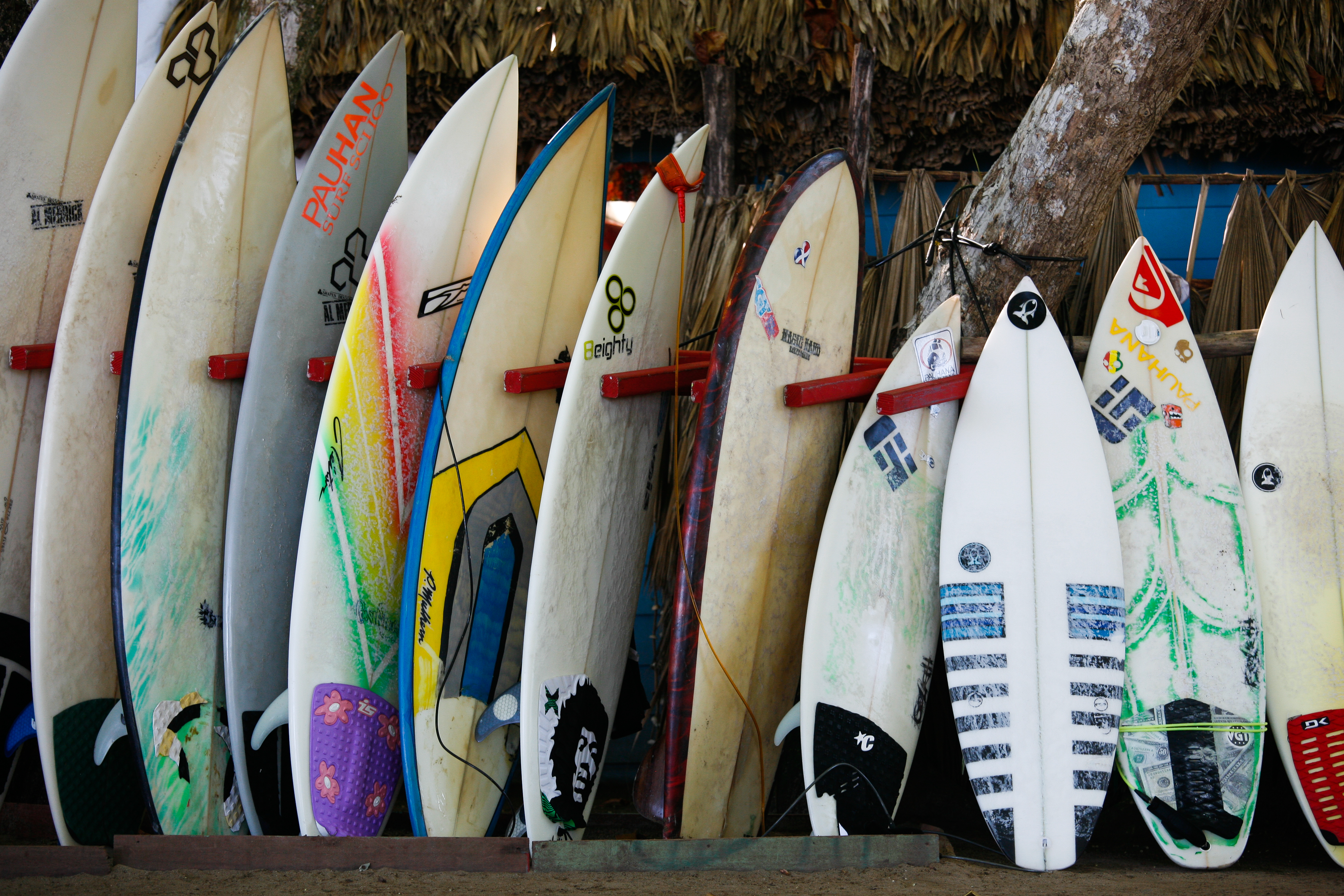
Distintos tipos de tábuas de surfe

Uma prancha de surfe é uma plataforma alongada usada no desporto de surfe. As pranchas de surfe são relativamente leves, mas são fortes o suficiente para suportar uma pessoa de pé sobre elas, enquanto deslizam na crista da onda rompente. As pranchas podem-se classificar atendendo ao seu desenho, forma, tamanho e material. As diferentes características atendem a diferentes interesses e modalidades de surfe.

## História
As tábuas de surfe foram inventadas no Havaí, onde eram conhecidas como papa he'e nalu na língua havaiana. Eram normalmente feitas de madeira de árvores locais, como as koa, e tinham frequentemente mais de 15 pés (5 metros) de comprimento e bastante pesadas frente às atuais.
O desenho foi avançando ao longo do anos e incorporando-se uma ou mais alhetas (quilhas) na parte traseira inferior para melhorar a estabilidade direccional e muitas outras melhorias na sua forma e materiais.
Desta maneira, as tábuas modernas estão feitas de espuma de poliuretano ou poliestireno coberto com capas de fibra de vidro e de resina de poliéster ou epóxi. O resultado é uma prancha ligeira e forte com objetivo de que seja flutuante e manobrável. Recentes inovações tecnológicas introduzirão o uso da fibra de carbono na atual fabricação das mesmas.
As primeiras pranchas de espuma e fibra de vidro, foram construídas no final da década de 50, na Califórnia. Essas pranchas eram usadas em locais como Rincon-Delmar, Redondo, Windandsea, Trestles e Malibu e, por algum motivo desconhecido, esta última deu o nome as pranchas.
Nos anos 60 os californianos eram mestres no uso dessas pranchas, nomes como Mickey "Mr. Malibu" Dora, foi um dos primeiros atletas a incentivar a cultura do surfe durante as décadas de 50 e 60 e a sua fama de rebelde e carisma lhe renderam apelidos como "Da Cat" (o gato) e "King of Malibu" (rei de Malibu). Foi a época que surf era a graciosa arte de passear a prancha, onde o cutback era a maior manobra.
A medida que o surf evoluiu as pranchas se tornaram menores e o surf malibu foi desaparecendo gradualmente. Durante quase vinte anos a técnica original só pode ser vista na Califórnia, onde os surfistas dos velhos tempos ainda usam Malibu.
Em dado momento do início da década de 80, em Byron Bay, na Austrália, houve um retorno daquele que se concretizou como estilo Malibu, atualmente conhecido como "longboard", assim não demorou muito até os fabricantes voltarem a produzir o estilo clássico.
Alguns defendem que "quanto mais clássico melhor", um desses é Joel Tudor, longboarder clássico, treinado por uma lenda do surf Nat young, onde aprendeu a essência do surf.
"Joel Tudor é o mais clássico de todos. Em condições de mar pequeno ele é quase imbatível." Disse Augusto César Saldanha, surfista profissional do WLT (World Longboard Tour - Atual elite do longboard profissional - ASP) 

## Desenho
Em relação ao desenho podemos encontrar 2 divisões:
- Convencionais. As convencionais refere-se à tábua de desenho tradicional, em ponta e com cantos côncavos, estas tábuas são as que toda a vida se viram em praias e filmes.
- Não convencionais. A cada vez mais encontramos-nos nas praias novos desenhos que pretendem evoluir estes desenhos tradicionais como as Tábuas Parabólicas, (Trinity Board Sport, Meyerhoffer, swizzler...).

## Tipos de tábuas
- Tow-in. Estão desenhadas para andar em ondas rebocadas por uma moto aquática ou outro tipo de embarcações pequenas a motor. São tábuas pequenas e estreitas.
- Fish. Está desenhada para surfear em ondas pequenas ou médias.  São tábuas largas e curtas.
- Retro. É uma tábua curta, com formas um pouco raras. São grossas e com muita superfície na parte dianteira
- Tábuas curtas. É uma tábua comum e com desenho mais evoluído. São tábuas com bom equilíbrio, são muito rápidas e são muito boas para fazer manobras.
- Evolutiva. É a melhor para aprender a surfear porque é a maior e grossa, além de muito estáveis.
- Gun. Têm uma ponta afiada e estão especialmente desenhadas para surfear ondas grandes. Normalmente, são tábuas altas, muito rápidas.
- Tábuas longas. Estas são tradicionalmente chamadas de Longboard e Malibu e são grandes e de ponta redonda, ideais para ondas pequenas ou médias. Para um surfista com experiência, também serve para ondas grandes.
- Tábuas de remo. Estão desenhadas para poder deslocar-se de pé todo o momento, tanto na onda como fora dela. São muito largas e grossas para suportar o peso de uma pessoa e usam-se impulsionando com um remo.
- Knee boards. É uma tábua mais larga e mais curta que as do surfe tradicional pensadas para cavalgar na táabua de joelhos, se colocando o ponto de gravidade mais baixo, sendo necessárias muitas destrezas similares como equilíbrio, coordenação e um bom estado físico em general.
- Puf, Skimboard ou Sandboards. É uma tábua curta, normalmente de madeira polida ou fibra e de pequena espessura. Está especialmente desenhada para deslizar "sobre a areia" (calado da água com intervalo =1-10 cm.) uma vez tem rompido a onda sobre a praia. A entrada realiza-se em seco, correndo desde a costa directamente ao cano da onda e surfeando até o rompimento completo da onda.

## Tamanho
O tamanho mede-se em pés, desde 4.8" até 9". As maiores (longBoard) proporcionam um surf mais pausado, permitem montar-se em ondas menores e percorrer maiores distâncias. A velocidade de remo é maior mas são menos manejáveis e dinâmicas que as mais pequenas. São as tábuas óptimas para dias de ondas médias. As mais pequenas são perfeitas para ondas maiores, bem mais dinâmicas e ágeis e pesam 30 lb.

## Material
Os materiais tradicionais como madeira têm caído em desuso. Às vezes as tábuas de materiais sintéticos imitam este material, como a fibra. O mais comum são plásticos polipropilénicos de baixa densidade. Flutuam bastante e são estáveis mas são menos agradáveis e pesam mais. As profissionais são de espuma de poliuretano por dentro (o Foam) com um reforço habitualmente de madeira e recobertas com teias de fibra de vidro. Tem diferentes gramajem conforme a sua função e resistências.
O desenho ou Shaping é fundamental para a sua boa durabilidade já que a fibra de vidro é um material onde o trabalhado influi muito na sua vida útil. Pode-se adquirir uma tábua curta de fibra em oficinas de surf onde se fazem sob medida. O acabamento também é importante podendo ser polido ou rugoso.
A fabricação de pranchas de surfe tradicionalmente começa por dar o formato à prancha pelo shaper e depois segue o acabamento recoberta de fibra de vidro e colocação de quilhas. Atualmente também se utiliza na fabricação de tábuas modernos processos de CNC, moldagem, assim como o crescente uso de materiais de engenharia como a fibra de carbono e outros plásticos mais resistentes e leves.

### Longboard nos tempos de hoje
A partir dos anos atuais , a expressão longboard se alterou ao decorrer do tempo se tornando assim uma referência a skates de corrida , que se tornaram muito comuns entre os jovens participantes do esporte, levando assim a um apelido de long perdendo assim seu foco a pranchas de surf e esportes aquáticos habituais de sua origem .

## Como são feitas as pranchas nas máquinas CNC
Blocos de espumas de poliuretano (conhecidos como blank), são produzidos com uma resina que se expande em uma forma similar a um prancha de surfe com  dimensões aumentadas. As dimensões são exageradas para permitir que pranchas de curvatura diferente saiam do mesmo bloco. Retirado da forma, o bloco é cortado ao meio e reforçado com um pedaço de madeira compensada chamada de longarina, para dar estrutura a prancha.
Devido à grande demanda do mercado e o grande esforço para fazer estas pranchas à mão, novos processos foram inventados que garantem a repetibilidade com precisão usando softwares modernos tipo CAD. Estes processos permitem que o shaper continue criando suas pranchas, com a vantagem e a diferença de saber como a prancha irá ficar antes mesmo de colocar as mãos no bloco de espuma.
Nos dias atuais máquinas CNC de shape que fresam o bloco de espuma para pranchas de surfe e repetem o processo à risca são mais comuns do que se pensa.
Estas máquinas trabalham com o auxílio de um computador que coordena toda a movimentação dos três eixos X,Y,Z da máquina para realizar o desejo feito em um programa de desenho 3D, CAD.
Os três eixos X,Y,Z são os eixos delimitam a área de trabalho e são respectivamente: longitudinal ou eixo-X, transversal ou eixo-Y, e vertical ou eixo-Z.
- Fibra de vidro: é primeiro aplicada uma camada de resina para umedecer toda a superfície da prancha e obter uma melhor aderência com a fibra. Uma vez passada a fibra, estende-se sobre a prancha uma tecido do tamanho da prancha e o pressiona contra a prancha e aplica mais uma camada desta vez considerável, sobre a prancha. Retire o excesso de resina com uma espátula para obter a superfície bem lisa e o mais fina possível diminuindo o peso.
- Processo de Cura: a resina aplicada na prancha passa por um processo de cura, e terá que esperar algumas horas para poder secar.
- Repete: os processos de fibra e processo de cura para o outro lado da prancha.
- Recorte das sobras: após secas são cortadas as sobras ao redor das quilhas, rabeta e bico.
- Pintura: a maior parte das pranchas são pintadas conforme o design do fabricante que está sujeito às variações da moda. A tinta é aplicada a base de aerossol que permite uma camada fina de tinta e uniformemente espalhada.
- Secagem da tinta: a prancha fica apoiada para que a pintura seque e não borre.
- Adesivagem: neste estágio são colocados adesivos do logotipo do shaper ou da marca que irá vender a prancha, pois ao receber uma camada de resina por cima do adesivo estará protegido do contato da mão e da água, não alterando a hidrodinâmica da prancha.
- Quilha e presilha do strep: Uma vez pintada, a prancha é tracejada simetricamente em local próximo a rabeta para receber a quilha e a presilha do strep. Fazem-se duas ou três marcações para encaixar as quilhas que são fixadas com a própria resina do processo de fibra, assim como a presilha do strep.
- Polimento: e por último é aplicado um polimento na prancha para ficar lisa e lustrosa.